# Heerlen
Heerlen [ˈɦeːrlə(n)] (anhörenⓘ, im örtlichen südniederfränkischen Dialekt: Heële) ist eine Stadt und Gemeinde im Südosten der niederländischen Provinz Limburg. Auf einer Fläche von etwa 46 km² lebten hier am 1. Januar 2025 laut CBS 87.514 Einwohner.

## Politik

### Kollegium von Bürgermeister und Beigeordneten
Nachdem sich die D66, Ouderen Partij Heerlen, PvdA, SP und die VVD nach den Kommunalwahlen im Jahre 2014 zu einer Koalition zusammengeschlossen haben, besteht für die Periode 2018–2022 eine Koalition aus CDA, D66, GroenLinks, Ouderen Partij Heerlen, SP und VVD. Ouderen Partij Heerlen und SP stellen dem Kollegium jeweils zwei Beigeordnete bereit, während die CDA dagegen einen Beigeordneten beiträgt und die D66 und VVD gemeinsam einen offeriert. Die Koalitionspartei GroenLinks ist nicht mit einem Beigeordneten im Kollegium vertreten. Diese wurden im Rahmen einer Ratssitzung am 9. Mai 2018 berufen. Folgende Personen gehören zum Kollegium und sind in folgenden Bereichen zuständig:
| Funktion         | Name              | Partei                 | Ressort | Anmerkung                                                    |
| ---------------- | ----------------- | ---------------------- | --- | ------------------------------------------------------------ |
| Bürgermeister    | Roel Wever        | VVD                    | Sicherheit und öffentliche Ordnung, (inter)nationale Zusammenarbeit, Strategie und Lobby, Personal und Organisation, Mangel, Parkstad Limburg, Kommunikation, Stadtmarketing                                       | seit dem 28. September 2020, als Nachfolger von Emile Roemer |
| Beigeordnete     | Peter van Zutphen | SP                     | Wohl, Sozialhilfegesetz, Volksgesundheit, Armutsbekämpfung, Entwicklung des Stadtzentrums, stellvertretender Bürgermeister, Beigeordneter für die Stadtviertel Maria-Gewanden, Molenberg und Zeswegen-Nieuw Husken | —                                                            |
| Beigeordnete     | Frank Simons      | Ouderen Partij Heerlen | Erwerbsmittel, Raumplanung, Umstrukturierung, Beigeordneter für die Stadtviertel Grasbroek, Musschemig en Schandelen, Heerlerbaan und Hoensbroek Centrum-De Dem                                                    | —                                                            |
| Beigeordnete     | Martin de Beer    | VVD/D66                | Wirtschaft, Arbeitsmarkt, Partizipation, Sport, Beigeordneter für die Stadtviertel Aarveld-Bekkerveld, Nieuw-Lotbroek und Welten-Benzenrade                                                                        | —                                                            |
| Beigeordnete     | Charles Claessens | CDA                    | Verwaltung und Instandhaltung, Mobilität, Nachhaltigkeit und Umwelt, Müll, Beigeordneter für die Stadtviertel Eikenderveld, Heerlerheide-Passart und Meezenbroek, Schaesbergerveld en Palemig                      | —                                                            |
| Beigeordnete     | Jordy Clemens     | SP                     | Bildung, Jugend, Kultur, Erbgut, Wohnen, Beigeordneter für die Stadtviertel Vrieheide-De Stack, Heerlen-Centrum und Beersdal-Rennemig                                                                              | —                                                            |
| Beigeordnete     | Adriane Keulen    | Ouderen Partij Heerlen | integrale Altenpolitik, viertel-gezieltes Arbeiten, öffentliche Dienstleistung, Beigeordnete für die Stadtviertel Caumerveld-Douve Weien, Heksenberg und Mariarade                                                 | —                                                            |
| Gemeindesekretär | Marco Wilke       | —                      | — | seit Mai 2018 interimistischer Gemeindesekretär              |

### Sitzverteilung im Gemeinderat
- SP: 8
- PvdD: 1
- PvdA: 1
- GL: 1
- D66: 2
- OPH: 8
- JPH: 3
- PHB: 2
- VVD: 2
- CDA: 5
- HL: 1
- PVV: 2
- FvD: 1

Der Gemeinderat wird seit 1981 folgendermaßen gebildet:
| Partei                                | Sitze a | Sitze a | Sitze a | Sitze a | Sitze a | Sitze a | Sitze a | Sitze a | Sitze a | Sitze a | Sitze a |
| Partei                                | 1981 b  | 1986    | 1990    | 1994    | 1998    | 2002    | 2006    | 2010    | 2014    | 2018    | 2022    |
| ------------------------------------- | ------- | ------- | ------- | ------- | ------- | ------- | ------- | ------- | ------- | ------- | ------- |
| Ouderen Partij Heerlen                | –       | –       | –       | –       | 2       | 1       | 2       | 3       | 6       | 7       | 8       |
| SP                                    | 1       | 1       | 3       | 6       | 8       | 7       | 11      | 9       | 11      | 10      | 8       |
| CDA                                   | 15      | 14      | 14      | 9       | 8       | 8       | 5       | 6       | 5       | 4       | 5       |
| Jongerenpartij Heerlen                | –       | –       | –       | –       | –       | –       | –       | –       | –       | –       | 3       |
| Partij Hoensbroeks Belang             | –       | –       | –       | –       | –       | –       | –       | –       | 2       | 3       | 2       |
| VVD                                   | 3       | 3       | 2       | 3       | 4       | 3       | 3       | 3       | 2       | 2       | 2       |
| PVV                                   | –       | –       | –       | –       | –       | –       | –       | –       | –       | –       | 2       |
| D66                                   | 2       | 0       | 2       | 3       | 2       | 0       | –       | 2       | 2       | 2       | 2       |
| PvdD                                  | –       | –       | –       | –       | –       | –       | –       | –       | –       | 2       | 1       |
| FvD                                   | –       | –       | –       | –       | –       | –       | –       | –       | –       | –       | 1       |
| GroenLinks                            | –       | –       | 2       | 2       | 2       | 2       | 1       | 1       | 1       | 1       | 1       |
| Hart-Leers                            | –       | –       | –       | –       | –       | –       | –       | 2       | 3       | 3       | 1       |
| PvdA                                  | 5       | 12      | 7       | 4       | 5       | 4       | 8       | 4       | 2       | 1       | 1       |
| Stadspartij Heerlen c                 | 2       | 2       | 7       | 7       | 6       | 6       | 4       | 4       | 2       | 2       | 0       |
| Realistische Partij Nederland d       | –       | –       | –       | –       | –       | –       | –       | –       | 1       | –       | –       |
| Leefbaar Heerlen                      | –       | –       | –       | –       | –       | 6       | 3       | 2       | –       | –       | –       |
| TROTS d                               | –       | –       | –       | –       | –       | –       | –       | 1       | –       | –       | –       |
| Hart voor Heerlen                     | –       | –       | –       | 2       | 0       | –       | –       | –       | –       | –       | –       |
| Centrum Democraten                    | –       | –       | –       | 1       | –       | –       | –       | –       | –       | –       | –       |
| Politieke Partij Heerlen Hoensbroek e | 4       | 2       | –       | –       | –       | –       | –       | –       | –       | –       | –       |
| CPN                                   | 2       | 2       | –       | –       | –       | –       | –       | –       | –       | –       | –       |
| PPR                                   | 1       | 2       | –       | –       | –       | –       | –       | –       | –       | –       | –       |
| PSP                                   | 0       | 2       | –       | –       | –       | –       | –       | –       | –       | –       | –       |
| EVP                                   | –       | 2       | –       | –       | –       | –       | –       | –       | –       | –       | –       |
| Burger Belangen                       | –       | 1       | –       | –       | –       | –       | –       | –       | –       | –       | –       |
| Onafhankelijke Stadspolitiek Scheeren | 1       | 0       | –       | –       | –       | –       | –       | –       | –       | –       | –       |
| Heerlense Belangen Gemeenschap        | 1       | –       | –       | –       | –       | –       | –       | –       | –       | –       | –       |
| Gesamt                                | 37      | 37      | 37      | 37      | 37      | 37      | 37      | 37      | 37      | 37      | 37      |

Anmerkungen

### Wappen
Seit dem Verschmelzen mit Hoensbroek 1982 trägt Heerlen das aktuelle Stadtwappen:
Im silbernen Wappen vorn ein rot bewehrter und rot gezungter goldgekrönter und gezierter Löwe, der hinten durch Spaltung schwarz mit goldenen Krallen ist und über vier roten Balken liegt.
Auf dem Schild ruht eine goldene Krone.
Der „Limburgische Löwe“ symbolisiert die frühere Zugehörigkeit zum Herzogtum Limburg. Die roten waagerechten Balken sind aus dem ehemaligen Wappen der Grafen von Hoensbroek sowie der früheren Gemeinde Hoensbroek.

## Geographie

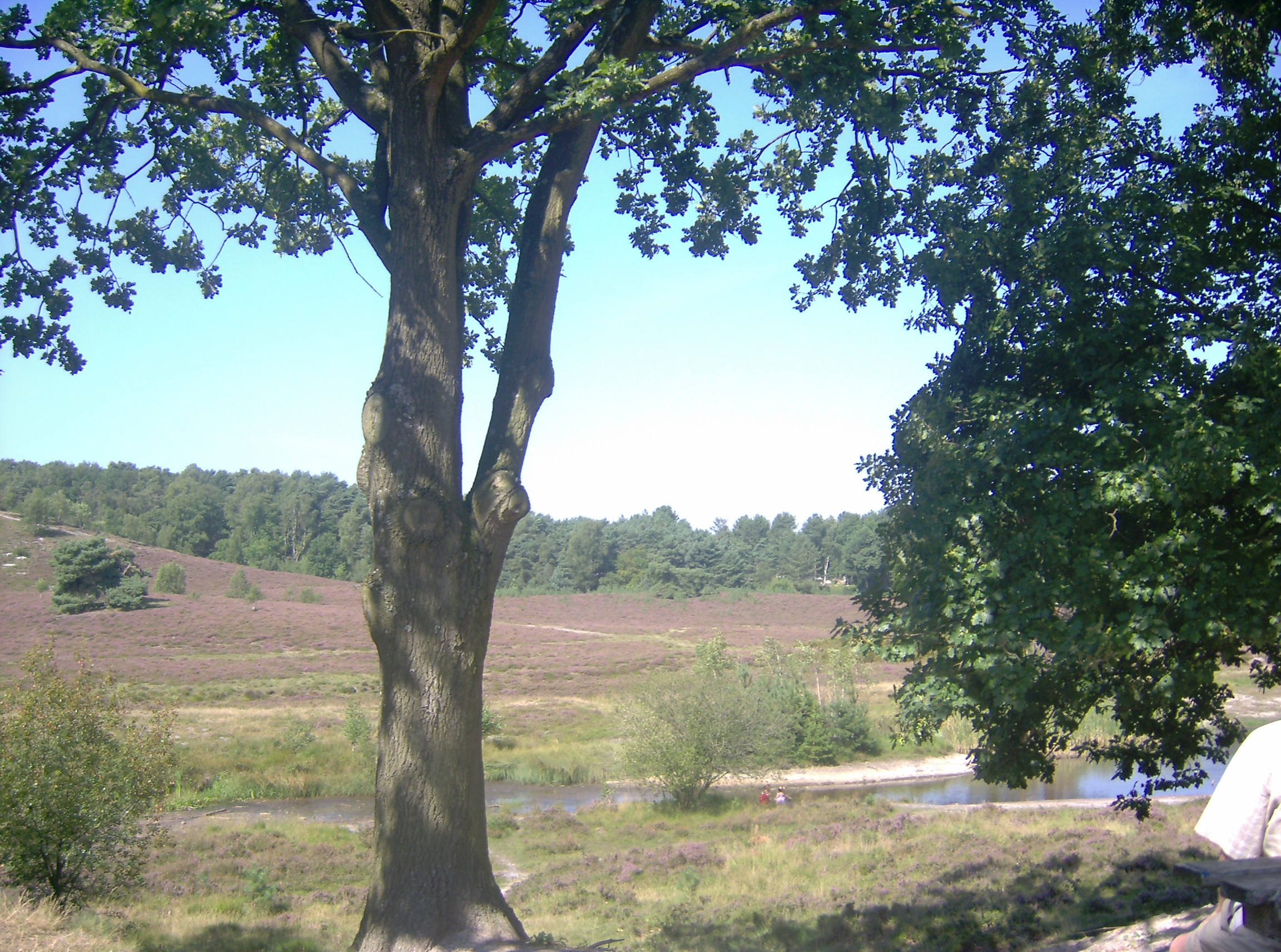
Brunssumerheide

Heerlen ist in seiner heutigen Form aus zwei ehemaligen Bergbaustädten entstanden: Heerlen und Hoensbroek, das 1982 eingemeindet wurde. Heerlen liegt im Südosten von Limburg an der Autobahn A 76 am Nordrand des südlimburgischen Kreide-Mergel-Hügelland (Mergelland, Heuvelland). Die Böden im Stadtbereich sind in der Regel von mittlerer bis guter Qualität (z. B. Löss) und selten unfruchtbar (Sandböden). Nach Norden und an Bruchlinien (tektonische Verwerfungen) werden vielerorts Lößschichten nachgewiesen, die nach Verwitterung zu Lößböden eine gute Grundlage für Ackerbau bieten. Darüber hinaus ist in den Tälern seit jeher Grünlandwirtschaft etabliert.
Heerlen liegt im Bereich dreier Bäche: Caumerbeek, Schandelerbeek und Geleenbeek. In der Erde Heerlens befinden sich unter einem wenige bis über hundert Meter dicken Deckgebirge flözführende Karbonschichten, die in nördlicher Richtung in größere Tiefen abtauchen. Von tertiären Sedimenten bedeckt, befinden sich im Norden Heerlens auch dünne, kaum förderwürdige Braunkohlenflöze. Die tertiären Sedimente enthalten auch sehr reine Quarzsandlager, die im Bereich der früheren Zeche Oranje Nassau III bei Heerlerbaan abgebaut werden. Im Norden grenzt Heerlen an das Naturschutz- und Naherholungsgebiet Brunssumer Heide, einem Gebiet mit typischer atlantischer Heide-Vegetation. Nach Süden und Osten wird das Relief Heerlens zunehmend hügeliger, nach Nordwesten hin dann zunehmend ebener. Nachbarorte Heerlens sind im Norden Brunssum, im Osten Landgraaf und Kerkrade, im Südosten (beim grenzüberschreitenden Gewerbegebiet Avantis) die deutsche Stadt Aachen, im Süden die Gemeinden Simpelveld und Voerendaal.

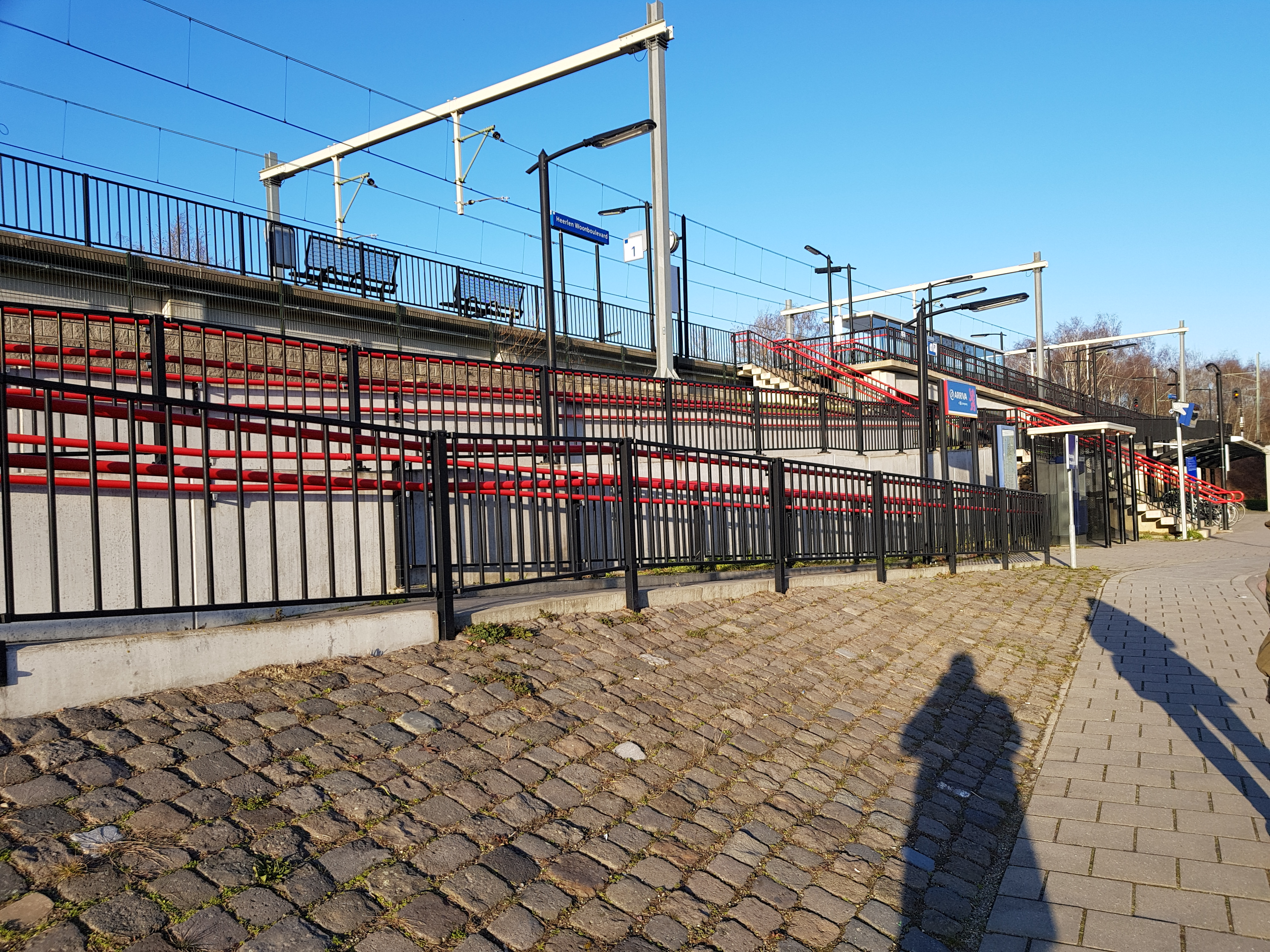
Haltepunkt Heerlen Woonboulevard

### Verkehr
Vom Bahnhof Heerlen aus besteht eine Eisenbahnverbindung nach Maastricht und auch nordwärts über Sittard-Geleen und Roermond nach Eindhoven und Venlo. Neben dem Bahnhof Heerlen gibt es noch den 2010 eröffneten Haltepunkt Heerlen Woonboulevard an der Bahnstrecke Heerlen–Schin op Geul. Außerdem existierte zwischen 2007 und 2018 der Haltepunkt Heerlen de Kissel an der Bahnstrecke Sittard–Herzogenrath und über die Bahnstrecke Schaesberg–Simpelveld besteht eine Bahnverbindung via Landgraaf mit Kerkrade. Der offizielle Personenverkehr zwischen Kerkrade und Simpelveld wurde eingestellt und wird seit 1994 als Museumsbahn von der ZLSM betrieben. Mit dem östlich gelegenen Herzogenrath ist die Stadt durch den Regional-Express RE18 sowie durch eine Buslinie (44) mit Aachen verbunden. Heerlen ist über die Autobahn A76 sowie die Stadtautobahn N281 mit Aachen und die A79 mit Maastricht verbunden.
Bis 1950 verkehrten von Heerlen Straßenbahnen der Limburgsche Tramweg Maatschappij nach Sittard, Brunssum und Kerkrade.

### Stadt- und Ortsteile
Die heutige Stadt Heerlen gliedert sich in vier Stadtteile, die sich wiederum in untergeordnete Ortsteile (niederländisch wijken) und Siedlungen (buurten) gliedern, die meist aus älteren Dörfern bzw. aus Bergarbeiterkolonien hervorgehen. Im Einzelnen sind dies:
Heerlen-Stad:
- Aarveld/Bekkerveld
- Douve Weien/Caumerveld
- Eikenderveld
- Grasbroek, Musschemig en Schandelen
- Heerlen-Centrum mit den Siedlungen Centrum, Op de Nobel, ’t Loon und Lindeveld
- Molenberg
- Meezenbroek, Schaesbergerveld en Palemig
- Welten/Benzenrade
- Zeswegen/Nieuw Husken

Heerlerbaan:
- Heerlerbaan

Heerlerheide:
- Beersdal/Rennemig mit den Siedlungen Beersdal, Rennemig und Schelsberg
- Heerlerheide/Passart
- Heksenberg/Pronsenbroek
- Vrieheide/De Stack mit den Siedlungen Weggebekker, Uterweg, Nieuw-Einde, Versiliënbosch und Vrieheide

Hoensbroek:
- Hoensbroek Centrum/de Dem
- Maria-Gewanden
- Mariarade
- Nieuw Lotbroek

### Kommunalverband Parkstad Limburg
Heerlen ist Mitglied eines kommunalen Zweckverbandes der Gemeinden des ehemaligen östlichen Bergbaureviers (oostelijke Mijnstreek), der sogenannten Regio Parkstad Limburg, an der auch die Nachbarorte Kerkrade, Brunssum und Landgraaf beteiligt sind. Ziel ist die Zusammenlegung und Rationalisierung der Kommunalverwaltung, der Raum- und Regionalplanung und anderer Bereiche. Dabei sollen Kosten eingespart und der Service für die Bürger verbessert werden. Die Parkstad dient zudem als Markenname für die zunehmend auf Kultur und Tourismus setzende Region.

## Geschichte

### Vorgeschichte

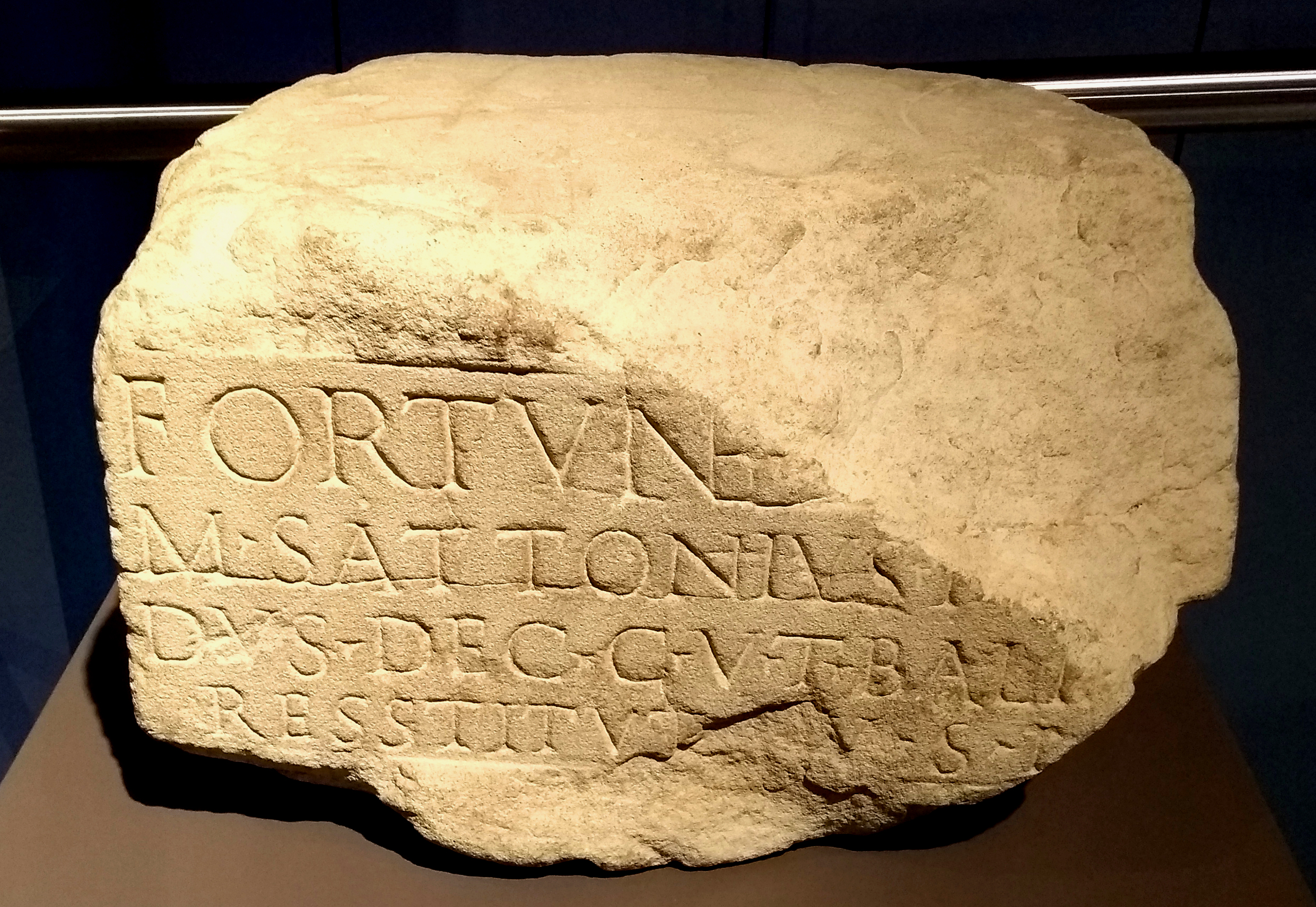
Inschrift aus dem Thermenkomplex von Coriovallum, die von der Renovierung der Anlage durch Marcus Sattonius Iucundus, Decurio der Colonia Ulpia Traiana, berichtet (Kopie des Steins im LVR-RömerMuseum Xanten)

Im Jahre 1997 wurden auf dem Heerlener Schelsberg Wohnstätten der kupferzeitlichen Michelsberger Kultur entdeckt und archäologisch untersucht. Sie gehören zu den seltenen Funden aus dem Zeitraum 4400–3500 v. Chr. in den Niederlanden und belegen eine menschliche Besiedlung des Stadtgebietes vor rund 6000 Jahren.

### Coriovallum – das antike Heerlen
Die Geschichte Heerlens begann unter römischer Herrschaft. Coriovallum, so der römische Name teilweise keltischen Ursprungs von Heerlen, wurde als römisches Militärlager am Kreuzungspunkt zweier Verkehrsachsen in der Provinz Germania Inferior gegründet. Hier kreuzten sich die wichtigen Militär- und Handelsstraßen in Ost-West-Richtung von Boulogne über Jülich nach Köln (Via Belgica) und in Nord-Süd-Richtung von Xanten über Aachen nach Trier (Augusta Treverorum).
Relikte aus jener Zeit sind in großer Zahl entdeckt und untersucht worden. Teilweise wurden römische Gebäudereste ausgegraben und konserviert, so mehrere römische Landhäuser (villae), aber auch ein Thermenkomplex (thermae) in der Heerlener Innenstadt. Die antike Badeanstalt wurde bei Erdarbeiten im Jahre 1940 entdeckt. Dieser Fund ist ungewöhnlich, weil nur wenige derartige Thermen für das Gebiet der heutigen Niederlande belegt sind, und ihre Existenz somit auf eine größere Bedeutung von Garnison und städtischer Siedlung deutet. Insbesondere dürften die Handelswege und die Garnison die Funktion der Siedlung als regionales römisches Zentrum für die Versorgung, Verwaltung, Handwerk und Handel geprägt haben. Um die Villae in der Umgebung Heerlens wurden Obst, Gemüse, Getreide und sogar Wein angebaut. Ein weiteres Handelsgut, das über Heerlen hinaus Absatz gefunden haben dürfte, waren Töpferwaren aus mehr als 40 Töpfereien. Aus den umliegenden Villen sind im Laufe des Mittelalters einige der heute existierenden Orte hervorgegangen.
Über der Therme wurde ein Museum errichtet, das 1977 eröffnet wurde. Im Thermenmuseum werden römerzeitliche Exponate aus Heerlen und Umgebung präsentiert.

### Die mittelalterliche Stadt und Herrschaft Heerlen
Wie viele andere römische Siedlungen im Gebiet der heutigen Niederlande endet auch für Coriovallum nach dem Abzug der Römer und dem Zerfall des Imperium Romanum etwa ab dem vierten nachchristlichen Jahrhundert für einige Jahrhunderte ein Nachweis für ein Fortbestehen der Siedlung. Möglicherweise war das Gebiet zeitweilig unbewohnt. Bis zum 10. Jahrhundert gibt es kaum historische Erkenntnisse zur Entwicklung Heerlens. Eine Besiedlung durch die Franken, die das Gebiet bald nach den Römern kontrollierten, darf angenommen werden. Erst gegen Ende des ersten Jahrtausends finden sich wieder vermehrt Indizien und Belege, die auf eine bäuerliche Besiedlung von Teilen des heutigen Stadtgebietes schließen lassen. Für das Tal des Caumerbeek, des Schandelerbeek und des Geleenbeek sind sowohl Güter und Bauernhöfe als auch Mühlen belegt. Die mittelalterliche Stadt Heerlen dürfte nach 1100 als kleine, mittelalterliche Bauern- und Handelsstadt eine gewisse regionale Bedeutung wiedererlangt haben, darauf lassen auch Erwähnungen Heerlens in den Annales Rodenses oder in anderen zeitgenössischen Schriftstücken schließen.
Der älteste schriftliche Beleg für die mittelalterliche Stadt Heerlen ist ein Dokument des Bischofs Udo von Toul, aus dem Jahr 1065, in dem dieser sich zu Schenkungen äußert, wobei auch Heerlen in der Form Heerle als allodium im Bistum Lüttich erwähnt wird. Dieses Allod ging offenbar noch im 11. Jahrhundert in den Besitz des Grafen von Ahr-Hochstaden über. Außerdem wird ein weiteres allodium mit Bezug zur Kirche im Ort Voerendaal bei Heerlen erwähnt.
Theoderich von Are (ein Cousin Udo von Touls) trennte Heerlen von Voerendal und machte den heiligen Pankraz zum Namens- und Schutzpatron des heute noch als St. Pancraciuskerk bezeichneten Gotteshauses. Die Grafen von Ahr waren wahrscheinlich verantwortlich für den Bau des Schelmenturms und der St.-Pancratius-Kirche. Außerdem könnten sie auch den Bau einer Burganlage angestoßen haben. Der Bau von Befestigungen mag ein Symbol für den wachsenden Einfluss der Herren von Heerlen sein, der sich schon bald über die umliegenden Herrschaften und Dörfer Voerendaal, Hoensbroek, Schaesberg und Nieuwenhagen erstreckte. Diese fielen alten Urkunden zufolge unter die Gerichtsbarkeit der Heerlener Schöffenbank und waren damit Teil des Land van Herle.
1244 fiel Heerlen mit den umliegenden Gebieten an das Herzogtum Brabant. Allerdings erhielt es 144 Jahre später (1388) gemeinsam mit Hoensbroek einen Sonderstatus innerhalb des Herrschaftsbereiches der Herzöge von Brabant.

### Frühe Neuzeit
Während des Achtzigjährigen Krieges (1568–1648) zwischen dem Königreich Spanien und den unabhängigen protestantischen Provinzen im Norden wechselte Heerlen mehrfach die Besitzer. Schließlich wurde Heerlen im Jahr 1661 Teil der Generalitätslande und kam damit in den Herrschaftsbereich der jungen Republik der Niederlande. Allerdings lag Heerlen weitgehend vom übrigen Territorium getrennt als Exklave zwischen habsburgisch-spanisch kontrollierten Territorien. Dies änderte sich erst nach der Eroberung durch das französische Revolutionsheer 1793. Die Franzosen führten wichtige Neuerungen ein, so ein neues Rechts- und Verwaltungssystem.

### 19. Jahrhundert und Industrialisierung
Die französische Herrschaft endete 1814 durch die Befreiungskriege. Heerlen kam zur Provinz Limburg der Vereinigten Niederlande. Im Zuge der belgischen Revolution 1830 schlug sich Heerlen wie weite Teile Limburgs zunächst auf die belgische Seite und blieb bis 1839 belgisch. Dafür sprachen sowohl geographische als auch religiöse Gründe. Dennoch wurde Heerlen nach der Londoner Konferenz mit dem übrigen Limburg östlich der Maas sowie der Stadt Maastricht niederländisch.
Im 19. Jahrhundert entwickelte sich – anders als in angrenzenden belgischen und deutschen Gebieten – in und um Heerlen noch kein erfolgreicher Ansatz einer Industrialisierung. Erst zu Beginn des 20. Jahrhunderts begannen deutsche Industrielle und Geologen mit der Exploration von Kohleflözen, aus denen sich der Bergbau entwickelte, der für Heerlen die Entwicklung zur Großstadt ermöglichte.

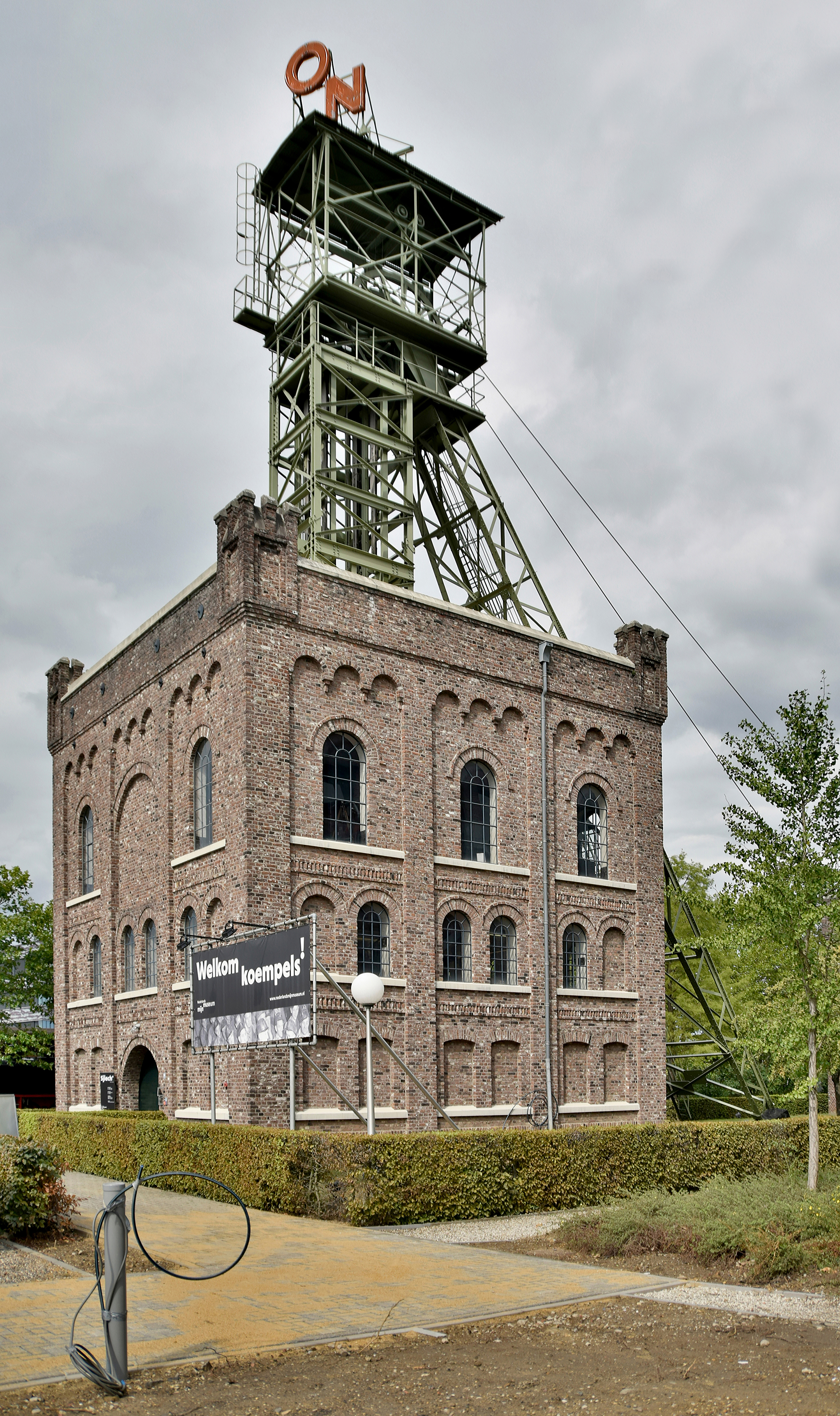
Bergbaudenkmal: Förderturm der Zeche Oranje-Nassau I (ON-I)

Erste Kohlenfunde auf Heerlener Gebiet datieren aus dem Jahr 1874. Im März des Jahres wurde bei Grabungen am Valkenburgerweg Steinkohle entdeckt. Ein Bergwerk jedoch entstand erst ein Vierteljahrhundert später, da die Kosten für die Konzession und der Aufbau von Förder- und Transportinfrastruktur immense Investitionen darstellten. Nur wenige Konzessionen wurden durch Investoren, meist aus Deutschland, erworben. Nachdem Heerlen 1896 erstmals einen Eisenbahnanschluss (von Sittard über Heerlen nach Herzogenrath) erhalten hatte, war der Kohletransport kaum mehr problematisch. 1894 begann daher das Abteufen der ersten Schächte in Heerlen durch die neu gegründete Firma Maatschappij tot Exploitatie van Limburgsche Steenkolenmijnen oder auch kurz Oranje-Nassau-Mijnen, an der der niederländische Eisenbahningenieur Henri Sarolea, der auch die Eisenbahnverbindung von Sittard über Heerlen und Hoensbroek nach Herzogenrath baute, sowie die deutschen Industriellen Eduard und Carl Honigmann beteiligt waren. Um das Jahr 1900 förderte man die erste Kohle. Hier wurden zu ihrem Transport Lokomotiven der Baureihe Hohenzollern/Krupp Typ Heerlen eingesetzt.
Oranje-Nassau I sollte die erste und 1974 auch die letzte Heerlener Zeche sein. Benannt wurde sie nach dem niederländischen Königshaus.

### 20. Jahrhundert
Die Entwicklung Heerlens bis zu Beginn des Ersten Weltkriegs verlief noch gemächlich. Dies änderte sich schlagartig ab August 1914. Mit Kriegsbeginn wurde die Energieversorgung der Niederlande unsicher. Um die bisher aus den kriegführenden Ländern Großbritannien und Deutschland importierte Kohle bestmöglich zu ersetzen, wurden seit 1915 erhebliche Anstrengungen unternommen. Insbesondere der Staat investierte nun in den Bergbau, um die Kohleproduktion in der Mijnstreek zu steigern. In diese Zeit fiel auch der Beginn der Förderung durch Zeche Oranje-Nassau III im Norden Heerlens bei Heerlerbaan 1917. Weitere wichtige Impulse gingen vom Staat aus: Die bis dahin noch nicht verliehenen Konzessionen wurden durch den neu gegründeten staatlichen Bergbaukonzern DSM genutzt, der seine Zentrale in Heerlen bezog. Heerlen wurde so zum Zentrum der östlichen Mijnstreek.
1924 öffnete als letzte neue Zeche im Stadtgebiet die Oranje Nassau IV ihre Pforten.
Zwischen 1900 und 1910 hatte sich die Bevölkerung Heerlens annähernd verdoppelt und betrug nun 12.000. Um 1930 zählte die Stadt bereits 32.000 Einwohner. Am 1. Januar 1995 lebten in Heerlen 96.274 Menschen. Bis zum 1. Januar 2005 nahm die Zahl auf 92.542 ab. Zuletzt betrug die Einwohnerzahl noch 86.762 (Stand 1. Januar 2018).
In der bis 1982 selbständigen Stadt Hoensbroek existierte ebenfalls ein Bergwerk, nämlich die Staatsmijn Emma, eines der produktivsten und bedeutendsten Bergwerke der Niederlande. 1912 begann dort die Förderung und bis zur Schließung im Jahr 1973 wurden 109.032.000 Tonnen Steinkohle gefördert. Anders als die Oranje-Nassau Zechen förderte man auf Emma überwiegend Fett- und Gaskohlen für die Koksproduktion anstelle von Magerkohlen und Anthrazit. Zur Zeche Emma gehörte eine wenige Kilometer entfernt in Beek gelegene Kokerei, von wo Koks und Kohle über Maas und Julianakanal in den Norden und Westen des Landes transportiert wurden.
Im Zuge des expandierenden Bergbaus entwickelte sich Heerlen zu einer stattlichen Stadt. Viele Bergarbeitersiedlungen entstanden um die älteren Ortsteile Heerlens. Auch die Innenstadt wandelte sich. Viele ältere Gebäude mussten modernen Bauten weichen und so finden sich nur wenige Zeugnisse des vorindustriellen Heerlen in der Innenstadt. Denn mit der Kohlekrise, die in Wellen seit den späten 1950er Jahren den Kohlebergbau in Westeuropa traf, begann der Niedergang des Bergbaus in Heerlen und Umgebung. Man litt unter dem Siegeszug des Erdöls und der Konkurrenz durch billigere Importkohle aus Polen und den USA. Außerdem setzte die niederländische Regierung auf Erdgas aus den Provinzen Groningen und Friesland und vor allem von Bohrplattformen in der Nordsee als Rückgrat der nationalen Energieversorgung. Damit lag für die Regierung den Uyl der Entschluss der Schließung aller niederländischen Bergwerke und der Schaffung von Ersatzarbeitsplätzen in Ersatzindustrien und im Dienstleistungssektor.
Für Heerlen bedeutete der Niedergang des Bergbaus zunächst den Verlust von etwa einem Drittel aller Arbeitsplätze. Insgesamt verloren in der Mijnstreek etwa 60.000 Menschen ihre Arbeitsstelle. Zwar erhielt die Stadt im Rahmen der sogenannten Herstruktureering (Restrukturierung) diverse staatliche Verwaltungs- und Serviceeinrichtungen, so etwa das Centraal Bureau voor de Statistiek (CBS). Ebenso entstanden Industrie- und Gewerbeflächen vor allem im Süden und Westen Heerlens. Im Norden entstand auf der ehemaligen Betriebsfläche von Oranje-Nassau IV eine Wohnsiedlung inklusive Infrastruktur wie Schulen. Desgleichen geschieht in einem beachtenswerten städtebaulichen Projekt auch auf dem Terrain der ehemaligen Zeche Emma westlich der Akerstraat in Hoensbroek. Kleinere Gewerbeflächen und viele Dienstleistungseinrichtungen verleihen Heerlen heute das Antlitz einer Industrie- und Dienstleistungsstadt. Deren neuestes Aushängeschild ist die Zuyd Hogeschool – mit Niederlassungen in Maastricht, Sittard und Heerlen vergleichbar einer deutschen Fachhochschule.
An den Bergbau erinnert heute nur noch wenig. Die Abraumhalden wurden abgetragen oder begrünt und das Haldenmaterial meist im Straßenbau sowie im Deichbau verwertet. Fast alle Übertageanlagen der Zechen sind verschwunden. In Heerlen erinnert ein Malakow-Förderturm mit Strebengerüst als einer von nur zwei verbliebenen Exemplaren seiner Art an diese Epoche. Er beherbergt heute ein Bergwerksmuseum.
Im Dezember 2011 musste das 1966 erbaute Einkaufszentrum ’t Loon wegen Bergschäden gesperrt werden, es wurde später partiell abgerissen.

## Wahrzeichen und Sehenswürdigkeiten
- Frühere Wahrzeichen Heerlens waren bis 1976 der Lange Jan (1938–1976, 138 m) und die Lange Lies (1953–1976, 155 m), die weithin sichtbaren Schornsteine des Kohlekraftwerks von Oranje-Nassau I, die bis zu ihren Sprengungen die Skyline Heerlens überragten und seinerzeit stellte die Lies das höchste Gebäude Limburgs dar
- Sehenswert ist das Schloss Hoensbroek im Stadtteil Hoensbroek
- Die etwas außerhalb gelegenen Mühlen Heerlens sind ebenfalls sehenswert, so etwa die Ölmühle (Oliemolen) und die Weltermühle (Weltermolen)
- Die St.-Pancratius-Kirche, deren Bau mindestens auf das 12. Jahrhundert, möglicherweise sogar auf das 10. Jahrhundert zurück geht
- Der Schelmenturm (Schelmentoren), ein neben St.-Pancratius gelegener mittelalterlicher Turm, der als Stadtburg, Verteidigungsturm und Gefängnisturm diente

## Kultur

### Cultura Nova
Seit 1991 gibt es das Internationale Darstellende Theaterfestival Cultura Nova. Gegründet wurde es von Fiedel van der Hijden als Straßentheater-Festival. Später bekam er Unterstützung durch Rocco Malherbe, der für eine Erweiterung eintrat. 2016 gab es 45 Programmpunkte mit 200 Veranstaltungen, 2021 zum 30-jährigen Jubiläum 350 Aufführungen, 60 Ensembles, 20 Koproduktionen und 32 Erstaufführungen in Heerlen und Umgebung. Programmpunkte waren Theater, Zirkus, Tanz, Musik, Performances, Workshops, Bildende Kunst und Lesungen.

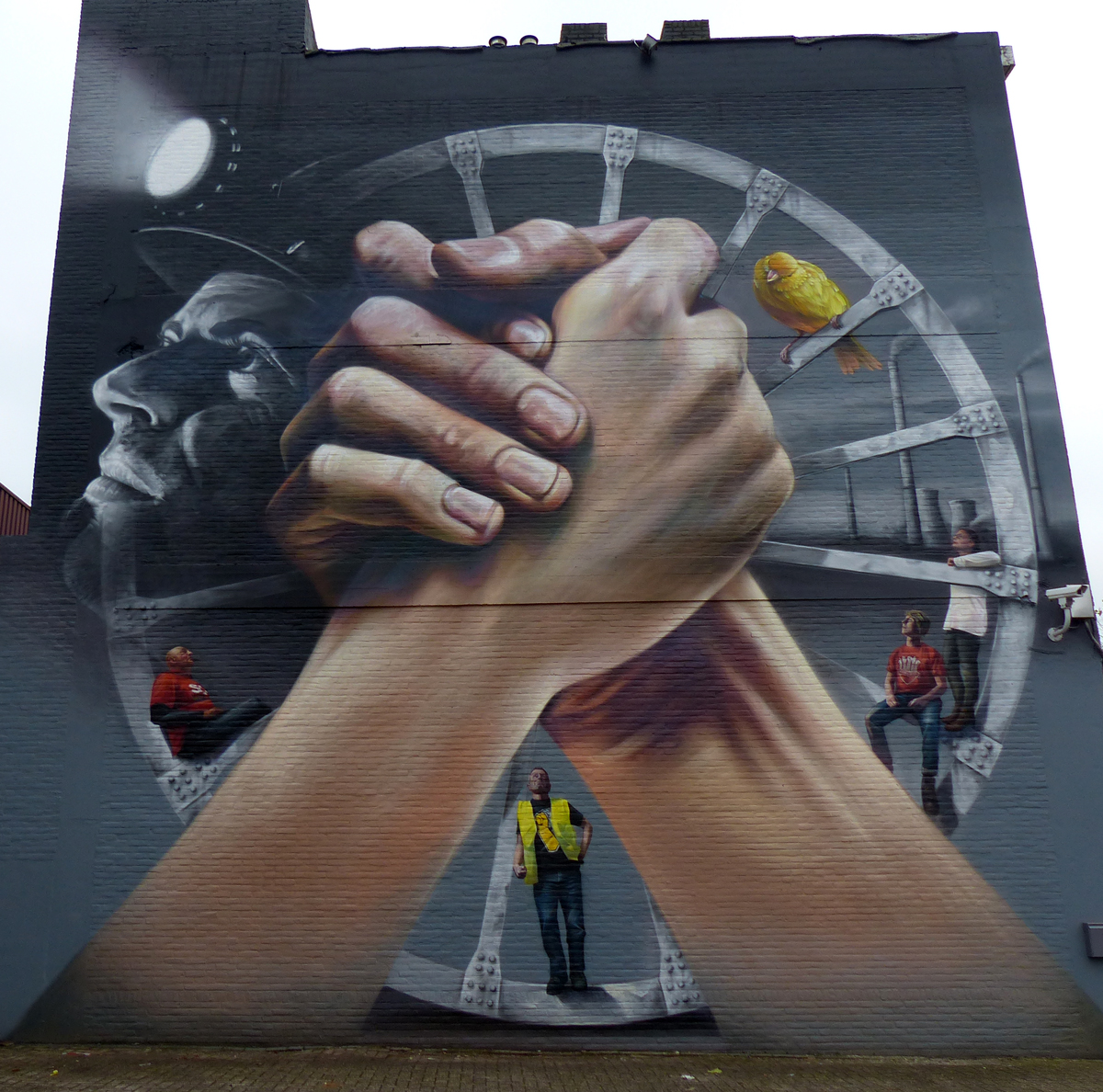
Mural von Super A, Heerlen, Spoorsingel 46B-nicht mehr vorhanden

### Street Art
Seit 2007 hat sich Heerlen zur Streetart-Hauptstadt der Niederlande entwickelt, was hauptsächlich den Stiftungen „Street Art Heerlen“ und „Heerlen Murals“ sowie einer großen Anzahl engagierter Bürger und Firmen zu verdanken ist. Es sind bisher um die 70 Graffiti oder Murals von ortsansässigen sowie internationalen Künstlern und Künstlerinnen entstanden und es werden ständig mehr. Regelmäßig finden fundierte Stadtführungen zu Fuß und per Fahrrad statt. Auch der inzwischen nicht mehr existierende Kohlebergbau wird in einigen Kunstwerken thematisiert. Durch die digitale Plattform Streetartcities ist es auswärtigen Besuchern selbst möglich, rund um die Uhr anhand einer Street-Art-Karte und Textdateien alle Plätze mit den Bildern selbst zu finden sowie Erläuterungen zu den Künstlern und den Werken zu lesen.

### Museen
- Aus römischer Zeit datieren die um etwa 120 n. Chr. erbauten Thermen, die 1940 entdeckt und zum Teil ausgegraben und rekonstruiert wurden; über der Ausgrabungsstätte wurde das 1977 eröffnete Heerlener Thermenmuseum erbaut.
- Das Nederlands Mijnmuseum (Niederländisches Bergbaumuseum) ist seit Mai 2022 im ehemaligen Kaufhaus Kneepkens in der Heerlener Innenstadt untergebracht. Zuvor war es in einem ehemaligen Förderturm (Malakow-Bauweise) der Zeche Oranje-Nassau I, selbst auch ein nationales Bergbaudenkmal, beherbergt.[22] Die meisten Exponate stammen aus niederländischen Zechen.

### Architektur

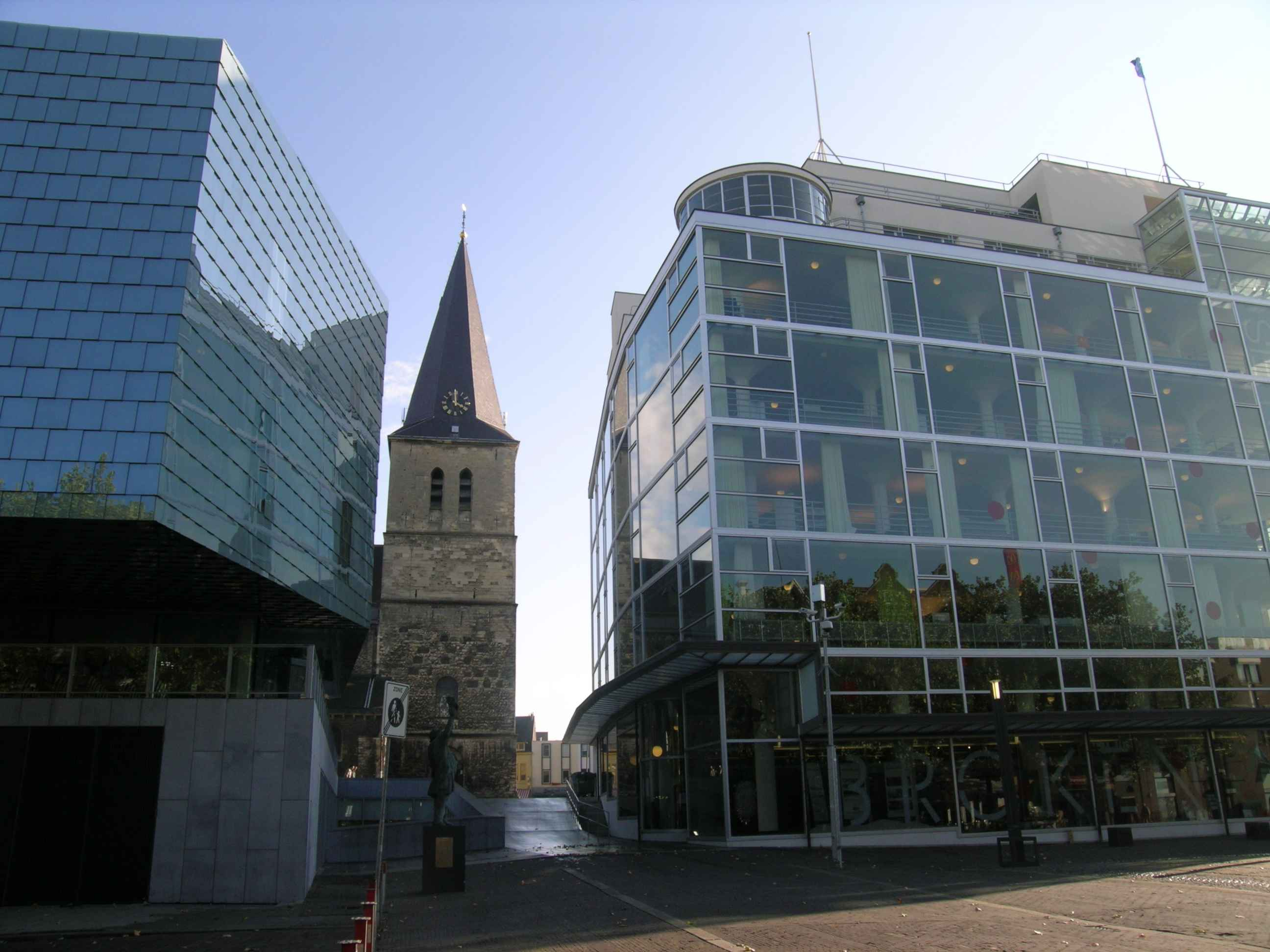
Das Herz Heerlens: Das Glaspaleis (rechts), die Pancratius-Kirche und die Musikschule

1935 wurde ein sehr bemerkenswertes Gebäude in der Stadt errichtet, das Glaspaleis von Bauherr Peter Schunck, einem örtlichen Händler. Das Gebäude liegt mitten im Zentrum Heerlens und steht unter Denkmalschutz. Nach Jahren des Verfalls und anschließender aufwendiger Restaurierung wurde das Glaspaleis als Kulturzentrum einer neuen Bestimmung übergeben.
Das Gebäude befindet sich auf einer Liste der Union Internationale des Architectes, welche die eintausend weltweit bedeutendsten Bauten aus dem 20. Jahrhundert aufführt. Unter anderem aufgrund seiner Energie sparenden Bauweise setzte es Maßstäbe. Die für die Beheizung im Winter im Gebäude installierte Zentralheizung wurde tatsächlich nie benötigt. Symbolisch hat das Glaspaleis eine doppelte Bedeutung. Einst war es Symbol für den Einzug des Fortschritts und wirtschaftlichen Aufstieg Heerlens, heute ist Symbol der Hoffnung auf eine Wiederkehr der für die Stadt „goldenen Zeiten“ des Bergbaus und der (späten) Industrialisierung.

## Öffentliche Einrichtungen und Institutionen

### Forschung und Bildung
- Unter den Bildungseinrichtungen Heerlens ist die Hogeschool Zuyd, eine Fachhochschule mit Niederlassungen in Maastricht, Sittard und Heerlen, die bedeutendste
- Als zweite Hochschule ist die Open Universiteit Nederland ( UO), die sich auch als Fernuniversität der Niederlande bezeichnen lässt, mit zehntausenden Studenten in den gesamten Niederlanden, mit ihrer Zentrale in Heerlen ansässig. Die frühere theologische Universität (Universiteit van Theologie en Pastoraat – UTP) existiert nicht mehr. Die Studierendenzahlen waren zu gering. Allerdings hatte Heerlen in den Niederlanden mit der OU die größte und mit der UTP die kleinste Universität der Niederlande.
- Darüber hinaus befinden sich in Heerlen diverse Kinderbetreuungseinrichtungen, Basisschulen, Mittelschulen und Gymnasien, Berufsbildungseinrichtungen etc.[23]
- Die nationale niederländische Statistikbehörde, das Centraal Bureau voor de Statistiek – CBS, wurde als Maßnahme zur Schaffung von Ersatzarbeitsplätzen in Heerlen nach dem Ende des Bergbaus zu Beginn der 1970er Jahre auf dem Gelände der ehemaligen Bergbaugesellschaft Oranje-Nassau nahe dem Bahnhof errichtet. Zahlreiche Veröffentlichungen des CBS erscheinen jährlich in Heerlen

### Museen
- Nationaal Mijnmuseum
- Thermenmuseum

### Gesundheitswesen
Das Gesundheitswesen in Heerlen (und der übrigen Parkstad Limburg) wird getragen von einer Stiftung, der Stichting Gezondheidszorg Oostelijk Zuid-Limburg (G.O.Z.L.), einer öffentlich-rechtlichen Trägergemeinschaft. Das Atrium Medisch Centrum Parkstad (Atrium Medizinisches Zentrum Parkstad), ist der Name der unterschiedlichen Krankenhäuser in der Parkstad. Atrium ist Teil der G.O.Z.L. Das Atrium in Heerlen war früher unter der Bezeichnung de Wever ziekenhuis bekannt, benannt nach Frans de Wever, der 1904 gemeinsam mit Peter Joseph Savelberg, das erste Krankenhaus in der Stadt begründete.

## Berühmte Heerlener

### Söhne und Töchter der Stadt
- Peter Baumanns (1935–2023), Philosoph und emeritierter Professor
- Thomas Bernhard (1931–1989), österreichischer Autor
- Dennis Braunsdorf (* 1988), deutsch-niederländischer Komponist und Musiktechnologie-Forscher
- Roel Brouwers (* 1981), Fußballspieler
- Robert Crumbach (* 1962), deutscher Arbeitsrichter und Politiker
- Carine Crutzen (* 1961), Schauspielerin
- Paul Damjakob (* 1939), deutscher Organist
- Johan Michiel Dautzenberg (1808–1869), Dichter
- Jef Diederen (1920–2009), Maler, Graphiker
- Leonhard von dem Ellenbant (um 1480/1481–16. Jahrhundert), Herr auf Gut Meezenbroek und Bürgermeister der Reichsstadt Aachen
- Hadassah Emmerich (* 1974), Malerin
- Maximilian Kardinal von Fürstenberg (1904–1988), vatikanischer Diplomat und Kurienkardinal
- Harrie Geelen (* 1939), Autor, Illustrator
- Piet Gerards (* 1950), Grafikdesigner und Verleger
- Agnes Giebel (1921–2017), deutsche Sopranistin
- Karl Goris (1927–1983), Maler und Zeichner
- Guido Görtzen (* 1970), Volleyballspieler und Olympiasieger
- Dion Graus (* 1967), Politiker, Tierschutzaktivist
- Tejo Haas (* 1967), Künstler, Cartoon-Zeichner
- Pé Hawinkels (1942–1977), Dichter, Erzähler
- Robert de la Haye (* 1965), Schauspieler
- Max van Heeswijk (* 1973), Radrennfahrer
- Marijke Helwegen (* 1948), Moderatorin, Entertainerin
- Charles Hennen (1861–1953), Musiker
- Leo Herberghs (1924–2019), Gelehrter, Dichter, Journalist
- Loek Hermans (* 1951), Politiker
- Remy van Heugten (* 1976), Filmregisseur und Drehbuchautor
- Danny Hoesen (* 1991), Fußballspieler
- René Hofman (* 1961), Fußballspieler
- Jan Hugens (1939–2011), ehemaliger Radrennfahrer
- Michel Huisman (* 1957), Künstler
- Theo Jung (* 1981), Historiker
- Herman Kaiser (* 1954), Politiker und ehemaliger Bürgermeister von Margraten, Roermond, Doetinchem und zuletzt Arnheim (2013–2017)
- Patricia van der Kammen (* 1972), Politikerin
- Wim Kelleners (* 1950), Radrennfahrer
- Manuel Kneepkens (* 1942), Politiker, Publizist
- Wiel Knipa (1921–2002), Liedermacher, bekannt durch Sendung: „Sterren en Streken“
- Xavier Maassen (* 1980), Autorennfahrer
- Bruno Majcherek (1936–2020), niederländisch-polnischer Sänger der Regento Stars, Klarinettist und Komponist
- Evelies Mayer (* 1938), deutsche Soziologin und Wissenschaftspolitikerin
- Ruud van Megen (* 1959), Dramatiker, Librettist und Drehbuchautor
- Jan Mertens (1916–2000), Gewerkschaftsfunktionär und Politiker
- Egon Münzenberg (1940–2014), deutscher Architekt und Fußballfunktionär
- Frans Nols (1921–1972), bildender Künstler
- Bernardus Peeters OCSO (* 1968), Generalabt des Trappistenordens
- Jean Pieters (* 1962), Biochemiker
- Ronan Pluijmen (* 2003), thailändisch-niederländischer Fußballspieler
- Liesbeth und Angelique Raeven (* 1971), Zwillinge und Künstlerinnen
- Diogo Reesink (1934–2019), Ordensgeistlicher, Bischof von Teófilo Otoni in Brasilien
- Fernando Ricksen (1976–2019), Fußballer
- Jo Ritzen (* 1945), Politiker, Volkswirt
- Peter Joseph Savelberg (1827–1907), Priester
- Jaap van der Scheur (1926–2002), Gewerkschafter
- Peter Schunck (1873–1960), Unternehmer, Händler, Mäzen
- Ger Senden (* 1971), Fußballer
- Hendrikus Smeets (1960–2023), römisch-katholischer Bischof von Roermond
- Jac Stienstra (1932–2011), Händler, Unternehmer
- Peter Stoffer (* 1956), kanadischer Politiker
- Oscar Timmers, ps. J. Ritzerfeld (1931–2018), Autor, Erzähler, Redakteur der Zeitschrift De Bezige Bij
- Gijs Tuinman (* 1979), Offizier und Politiker
- Ildefons Vanderheyden OFM (1926–2020), römisch-katholischer Theologe und Philosoph
- Konrad Velensek (1942–2024), deutscher Boxer
- Hub Vinken (1926–2010), Radrennfahrer

### Weitere bedeutende Heerlener
- Henri Sarolea (1844–1900), Ingenieur, Unternehmer
- Carl Honigmann, Ingenieur, Unternehmer
- Friedrich Honigmann (1841–1913), Unternehmer, betrieb die Oranje-Nassau-Mijnen
- Jo Coenen (* 1949), Architekt (Hoensbroek)
- Frits Peutz (1896–1974), Architekt
- Jef Pleumeekers (* 1945), Politiker
- Klaas de Vries (* 1943), Politiker (Hoensbroek)
- Jan de Wit (* 1945), Politiker